# Trummy Young
Pour les articles homonymes, voir Young.
James Osborne Young, dit Trummy, est un tromboniste et chanteur américain (Savannah, Géorgie,1912-1984).

## Discographie
- 1938 : Margie avec Jimmie Lunceford
- 1939 : Lunceford special Jimmie Lunceford
- 1954 : Chantez-les bas avec Louis Armstrong
- 1955 :  Rockin' chair, vocal avec Louis Armstrong